# Coppa del Mondo di slittino 1993
La Coppa del Mondo di slittino 1992/93, sedicesima edizione della manifestazione organizzata dalla Federazione Internazionale Slittino, ebbe inizio il 21 novembre 1992 ad Igls, in Austria, e si concluse il 28 febbraio 1993 a Lake Placid, negli Stati Uniti. Furono disputate ventiquattro gare, otto per ogni tipologia (singolo uomini, singolo donne ed il doppio) in otto differenti località. Nel corso della stagione si tennero anche i Campionati mondiali di slittino 1993 a Calgary, in Canada, competizione non valida ai fini della Coppa del Mondo.
Le coppe di cristallo, trofeo conferito ai vincitori del circuito, furono assegnate all'austriaco Markus Prock per quanto concerne la classifica del singolo uomini, l'italiana Gerda Weissensteiner conquistò il trofeo del singolo donne mentre la coppia italiana formata da Hansjörg Raffl e Norbert Huber si aggiudicò la vittoria del doppio.

## Risultati
| Data                | Località    | Nazione     | Specialità       | Primi classificati                  | Secondi classificati                        | Terzi classificati                          |
| ------------------- | ----------- | ----------- | ---------------- | ----------------------------------- | ------------------------------------------- | ------------------------------------------- |
| 21-22 novembre 1992 | Igls        | Austria     | Donne – Singolo  | Sylke Otto Germania                 | Andrea Tagwerker Austria                    | Susi Erdmann Germania                       |
| 21-22 novembre 1992 | Igls        | Austria     | Uomini – Singolo | Jens Müller Germania                | Markus Prock Austria                        | Gerhard Gleirscher Austria                  |
| 21-22 novembre 1992 | Igls        | Austria     | Uomini – Doppio  | Hansjörg Raffl Norbert Huber Italia | Yves Mankel Thomas Rudolph Germania         | Kurt Brugger Wilfried Huber Italia          |
| 28-29 novembre 1992 | Altenberg   | Germania    | Donne – Singolo  | Jana Bode Germania                  | Susi Erdmann Germania                       | Gabriele Kohlisch Germania                  |
| 28-29 novembre 1992 | Altenberg   | Germania    | Uomini – Singolo | Markus Prock Austria                | Jens Müller Germania                        | Robert Manzenreiter Austria                 |
| 28-29 novembre 1992 | Altenberg   | Germania    | Uomini – Doppio  | Hansjörg Raffl Norbert Huber Italia | Kurt Brugger Wilfried Huber Italia          | Stefan Krauße Jan Behrendt Germania         |
| 5-6 dicembre 1992   | Sigulda     | Lettonia    | Donne – Singolo  | Doris Neuner Austria                | Gerda Weissensteiner Italia                 | Andrea Tagwerker Austria                    |
| 5-6 dicembre 1992   | Sigulda     | Lettonia    | Uomini – Singolo | Markus Prock Austria                | Wilfried Huber Italia                       | Armin Zöggeler Italia                       |
| 5-6 dicembre 1992   | Sigulda     | Lettonia    | Uomini – Doppio  | Hansjörg Raffl Norbert Huber Italia | Aivars Polis Roberts Suharevs Lettonia      | Albert Demčenko Aleksej Zelenskij Russia    |
| 16-17 gennaio 1993  | La Plagne   | Francia     | Donne – Singolo  | Gerda Weissensteiner Italia         | Andrea Tagwerker Austria                    | Doris Neuner Austria                        |
| 16-17 gennaio 1993  | La Plagne   | Francia     | Uomini – Singolo | Markus Prock Austria                | Robert Manzenreiter Austria                 | Armin Zöggeler Italia                       |
| 16-17 gennaio 1993  | La Plagne   | Francia     | Uomini – Doppio  | Yves Mankel Thomas Rudolph Germania | Mark Grimmette Jonathan Edwards Stati Uniti | Hansjörg Raffl Norbert Huber Italia         |
| 23-24 gennaio 1993  | Königssee   | Germania    | Donne – Singolo  | Gabriele Kohlisch Germania          | Doris Neuner Austria                        | Gerda Weissensteiner Italia                 |
| 23-24 gennaio 1993  | Königssee   | Germania    | Uomini – Singolo | Wilfried Huber Italia               | Georg Hackl Germania                        | Armin Zöggeler Italia                       |
| 23-24 gennaio 1993  | Königssee   | Germania    | Uomini – Doppio  | Hansjörg Raffl Norbert Huber Italia | Kurt Brugger Wilfried Huber Italia          | Stefan Krauße Jan Behrendt Germania         |
| 30-31 gennaio 1993  | Winterberg  | Germania    | Donne – Singolo  | Gabriele Kohlisch Germania          | Gerda Weissensteiner Italia                 | Sylke Otto Germania                         |
| 30-31 gennaio 1993  | Winterberg  | Germania    | Uomini – Singolo | Georg Hackl Germania                | René Friedl Germania                        | Duncan Kennedy Stati Uniti                  |
| 30-31 gennaio 1993  | Winterberg  | Germania    | Uomini – Doppio  | Stefan Krauße Jan Behrendt Germania | Kurt Brugger Wilfried Huber Italia          | Mark Grimmette Jonathan Edwards Stati Uniti |
| 6-7 febbraio 1993   | Lillehammer | Norvegia    | Donne – Singolo  | Doris Neuner Austria                | Gerda Weissensteiner Italia                 | Gabriele Kohlisch Germania                  |
| 6-7 febbraio 1993   | Lillehammer | Norvegia    | Uomini – Singolo | Markus Prock Austria                | Duncan Kennedy Stati Uniti                  | Wilfried Huber Italia                       |
| 6-7 febbraio 1993   | Lillehammer | Norvegia    | Uomini – Doppio  | Stefan Krauße Jan Behrendt Germania | Hansjörg Raffl Norbert Huber Italia         | Kurt Brugger Wilfried Huber Italia          |
| 27-28 febbraio 1993 | Lake Placid | Stati Uniti | Donne – Singolo  | Gerda Weissensteiner Italia         | Doris Neuner Austria                        | Andrea Tagwerker Austria                    |
| 27-28 febbraio 1993 | Lake Placid | Stati Uniti | Uomini – Singolo | Georg Hackl Germania                | Armin Zöggeler Italia                       | René Friedl Germania                        |
| 27-28 febbraio 1993 | Lake Placid | Stati Uniti | Uomini – Doppio  | Kurt Brugger Wilfried Huber Italia  | Hansjörg Raffl Norbert Huber Italia         | Christopher Thorpe Gordon Sheer Stati Uniti |

## Classifiche

### Singolo uomini
| Pos. | Nome           | Nazione     |
| ---- | -------------- | ----------- |
| 1    | Markus Prock   | Austria     |
| 2    | Georg Hackl    | Germania    |
| 3    | Duncan Kennedy | Stati Uniti |

### Singolo donne
| Pos. | Nome                 | Nazione |
| ---- | -------------------- | ------- |
| 1    | Gerda Weissensteiner | Italia  |
| 2    | Doris Neuner         | Austria |
| 3    | Andrea Tagwerker     | Austria |

### Doppio
| Pos. | Nome                         | Nazione  |
| ---- | ---------------------------- | -------- |
| 1    | Hansjörg Raffl Norbert Huber | Italia   |
| 2    | Kurt Brugger Wilfried Huber  | Italia   |
| 3    | Stefan Krauße Jan Behrendt   | Germania |